# Hoplothrips pergandei
Hoplothrips pergandei är en insektsart som först beskrevs av Ian A. Hood 1927.  Hoplothrips pergandei ingår i släktet Hoplothrips och familjen rörtripsar. Inga underarter finns listade i Catalogue of Life.